# Sporophile à ventre noir
Sporophila melanogaster
Espèce
Statut de conservation UICN

 NT  : Quasi menacé
Le Sporophile à ventre noir (Sporophila melanogaster) est une espèce de passereaux appartenant à la famille des Thraupidae.

## Répartition et habitat
Il est endémique du sud-est du Brésil. Il vit dans les prairies entre 700 et 1 100 m d'altitude. On le trouve à de moins hautes altitudes en dehors de la période de reproduction.